# Ghiacciaio Seller
Il ghiacciaio Seller (in inglese Seller Glacier) è un ghiacciaio lungo circa 37 km e largo 7, situato sulla costa di Fallières, nella parte sud-occidentale della Terra di Graham, in Antartide. Il ghiacciaio, il cui punto più alto si trova a circa 390 m s.l.m., fluisce verso ovest, scorrendo tra il monte Gilbert, a nord, e i picchi Bristly, a sud, fino ad entrare nel ghiaccio pedemontano Forster, poco a nord del picco Flinders.

## Storia
Il ghiacciaio Seller è stato grossolanamente mappato nel 1936 durante la Spedizione britannica nella Terra di Graham, comandata di John Rymill, e solo nel dicembre 1958 una spedizione del British Antarctic Survey, che all'epoca si chiamava ancora Falkland Islands and Dependencies Survey, lo esplorò e mappò più dettagliatamente. In seguito il ghiacciaio fu battezzato con il suo attuale nome in onore di John Seller (1630-1698), idrografo e fabbricante di bussole britannico che, nel 1671, pubblicò importanti lavori sulle rotte nautiche per l'Inghilterra.